# Massey Shaw
Le Massey Shaw est un bateau-pompe de la LFB (London Fire Brigade). Il a été sauvé par un groupe de bénévoles qui ont restauré ce navire de service grâce à une subvention de la Heritage Lottery Grant en 2008. 

Il est enregistré comme bateau du patrimoine maritime du Royaume-Uni par le National Historic Ships UK   en 1996 et au registre de la National Historic Fleet.

## Histoire
Le Massey Shaw a été construit en 1935 au chantier naval de J. Samuel White d'East Cowes sur l'Île de Wight en 1935. Il a été construit à la demande du London County Council et a été baptisé du nom d' Eyre Massey Shaw (en), un ancien chef de la London Fire Brigade. Il possède deux pompes Merryweather & Sons (en) d'une capacité de 6.800 litres à la minute chacune et d'un canon à eau.
Au cours de la Seconde Guerre mondiale, le Massey Shaw, avec un équipage  bénévole de pompiers, faisait partie de la flottille des petits navires qui ont été envoyés à Dunkerque pour aider à évacuer les troupes britanniques des plages. Il a fait trois voyages et sauvé plus de 500 soldats, dont la plupart en les transportant sur un plus grand navire attendant au large des côtes.  Il a également sauvé quelque 30 hommes d'un navire français. 

Il a servi pendant tout le reste de la guerre en tant que bateau-pompe sur la Tamise.  Pendant le Blitz, le navire pompait de grandes quantités d'eau de la Tamise pour combattre les incendies tout au long du front de mer et en rive de la Tamise. 
Le Massey Shaw est resté en service jusqu'en 1971 date de son désarmement. En 1980, quelques personnes concernées ont trouvé le Massey Shaw abandonné à St Katharines Dock.  Ils ont fait pression sur l'Autorité des incendies pour sauver ce navire historique.